# Eduardo Sacheri
Eduardo Alfredo Sacheri (13 de dezembro de 1967, Castelar, Argentina) é um escritor, roteirista, historiador e docente argentino. Ficou conhecido do grande público por seu romance A pergunta de seus olhos, do qual foi derivado o filme de Juan José Campanella O segredo de seus olhos, cujo roteiro ajudou a escrever.

## Biografia
Com licenciatura em História pela Universidade Nacional de Luján, Sacheri é professor do Ensino Médio em escolas da Grande Buenos Aires, como é o caso do Instituto Santo Domingo. Começou a escrever contos em meados da década de 1990. Suas histórias que abordam temas ligados ao futebol foram difundidas por Alejandro Apo em seu programa Tudo com afecto na rádio Continental.
Desde então vem publicando contos e romances. O primeiro, A pergunta de seus olhos (2005), foi adaptada para o cinema pelo diretor Juan José Campanella com o título O segredo de seus olhos. O filme recebeu inúmeros prêmios, entre eles o Oscar de melhor filme internacional em 2009. Sacheri e Campanella também foram parceiros na escrita do roteiro da animação Metegol, inspirado no conto Memórias de um wing direito, de Roberto Fontanarrosa.
Sachieri participa de campanhas de estímulo à leitura implementadas pelo Ministério de Educação argentino. Desde 2011 trabalha para a revista esportiva O Gráfico, onde mantém uma coluna sobre futebol. Alguns desses relatos têm sido publicados em antologias: Aviões no céu (2011), As chaves do reino (2015) e O futebol, da mão (2017).
Sua obra tem sido traduzida para vários idiomas, entre eles português, alemão, francês e inglês.
Em 2015 passou a participar do programa Cães da rua, transmitido pela rádio Metro 95.1 da Argentina, no qual apresenta uma coluna quinzenal sobre literatura.
Em 2016 ganhou o Prêmio Alfaguara por sua novela A noite da Usina.
Em 2022 fez parte da cobertura da Copa do Mundo da FIFA de 2022 para DEPORTV.
Em 2023 publicou o romance Nós dois na tempestade, que trata da história de dois amigos que pertencem a duas organizações armadas diferentes, na época prévia à ditadura militar.

## Obra

### Romances
- 2005: A pergunta de seus olhos (reeditada por Alfaguara em julho de 2009 com o título "O segredo de seus olhos")
- 2008: Aráoz e a verdade
- 2011: Papéis no vento
- 2014: Ser feliz era isto
- 2016: A noite da Usina
- 2019: O muito que te amei
- 2021: O funcionamento geral do mundo
- 2023: Nós dois na tormenta

### Contos
- 2000: Esperando a Tito e outros contos de futebol (editado em Espanha como Os traidores e outros contos como A vida que pensamos).
- 2001: Conheço-te Mendizábal e outros contos.
- 2003: O estranho começou depois e outros contos.
- 2007: Um velho que fica em pé e outros contos.
- 2012: Os donos do mundo.
- 2013: A vida que pensamos.

### Artigos
- 2015: As chaves do reino
- 2017: O futebol, da mão

### Ensaios
- 2022: Os dias da Revolução (1806 - 1820): Uma história de Argentina quando não era Argentina.

### Roteiros
- 2009: O segredo de seus olhos
- 2016: O último homem (curta)

## Sobre Sacheri

### Filmografia
- 2009: O segredo de seus olhos (filme dirigido por Juan José Campanella baseado em A pergunta de seus olhos)
- 2015: Papéis ao vento (filme dirigido por Juan Taratuto baseado em Papeles en el viento)
- 2019: A odisseia dos tontos (filme dirigido por Sebastián Borensztein baseado em A noite da usina)

## Prêmios
Medalhas do Círculo de Escritores Cinematográficos
| Ano  | Categoria               | Filme                   | Resultado |
| ---- | ----------------------- | ----------------------- | --------- |
| 2009 | Melhor roteiro adaptado | O segredo de seus olhos | 1o. lugar |

Prêmio Alfaguara de Novela
| Ano  | Novela           | Resultado |
| ---- | ---------------- | --------- |
| 2016 | A noite da Usina | 1o. lugar |